# Sarroca de Lleida
Sarroca de Lleida es un municipio y localidad española de la provincia de Lérida, en la comunidad autónoma de Cataluña. Ubicado en el sur de la comarca del Segriá, cuenta con una población de 381 habitantes (INE 2024).

## Historia
En los censos comprendidos entre 1842 y 1981 el municipio figuraba como Sarroca. En los posteriores el nombre es Sarroca de Lleida.

## Demografía
Cuenta con una población de 381 habitantes (INE 2024).
| Gráfica de evolución demográfica de Sarroca de Lleida entre 1842 y 2021                                               |
| |
| Población de derecho según los censos de población del INE. Población de hecho según los censos de población del INE. |